# Station Glen Innes
Station Glen Innes is een spoorwegstation in de Nieuw-Zeelandse stad Auckland. Het station is geopend in 1930. Het station wordt bediend door de Oostelijke Lijn.
Sinds augustus 2014 is het spoor er geëlektrificeerd. In 2023 was het station geruime tijd gesloten wegens verbouwingen aan het spoor. Dit was in voorbereiding op de opening van de City Rail Link, een spoortunnel onder het centrum van Auckland.

## Bediening
De volgende trein stopt op station Glen Innes:
| Serie           | Treinsoort                           | Route                                                | Bijzonderheden                                                                                            |
| --------------- | ------------------------------------ | ---------------------------------------------------- | --- |
| Oostelijke Lijn | Voorstadspoorweg (Auckland One Rail) | Waitematā – Glen Innes – Panmure – Ōtāhuhu – Manukau | Rijdt iedere twintig minuten. Rijdt in de spits iedere tien minuten. Rijdt 's avonds eens in het halfuur. |